# Daniel Londoño
Daniel Londoño (Itagüí, Antioquia, Colombia; 1 de enero de 1995) es un futbolista Colombiano. Juega de lateral izquierdo y su equipo actual es el Independiente Medellín de la Categoría Primera A de Colombia.

## Clubes
| Club                   | País                | Año                 | Partidos | Goles |
| ---------------------- | ------------------- | ------------------- | -------- | ----- |
| Envigado F. C.         | Colombia            | 2012 - 2015         | 52       | 1     |
| Atlético Nacional      | Colombia            | 2016                | 11       | 0     |
| Atlético Huila         | Colombia            | 2016                | 6        | 0     |
| Envigado F. C.         | Colombia            | 2017-2019           | 25       | 0     |
| Envigado F. C.         | Colombia            | 2021-2022           | 59       | 4     |
| Independiente Medellín | Colombia            | 2023-presente       | 19       | 3     |
| Total en su carrera    | Total en su carrera | Total en su carrera | 172      | 8     |

## Palmarés

### Títulos nacionales
| Título                | Equipo            | País     | Año  |
| --------------------- | ----------------- | -------- | ---- |
| Superliga de Colombia | Atlético Nacional | Colombia | 2016 |

### Títulos internacionales
| Título              | Equipo          | País | Año  |
| ------------------- | --------------- | ---- | ---- |
| Juegos Bolivarianos | Colombia Sub-18 | Perú | 2013 |